# Philautus signatus
Philautus signatus es una especie de ranas que habita en India.
Esta especie se encuentra amenazada de extinción debido a la destrucción de su hábitat natural.